# السينما في الولايات المتحدة
السينما في الولايات المتحدة كان لها تأثير كبير على صناعة السينما بشكل عام منذ أوائل القرن العشرين. النمط السائد للسينما الأمريكية هو سينما هوليوود الكلاسيكية، التي تطورت من عام 1913 إلى عام 1969، وتُميز معظم الأفلام التي أنتجت منذ ذلك الحين حتى يومنا هذا. بينما يعود فضل ولادة السينما الحديثة للفرنسيين أوغست ولويس لوميير عمومًا، إلا أنه سرعان ما أصبحت السينما الأمريكية قوة مسيطرة في الصناعة الناشئة. تُنتج سينما الولايات المتحدة أكبر عدد من أفلام أي سينما وطنية بلغة واحدة، مع أكثر من 700 فيلم باللغة الإنجليزية تصدر في المتوسط كل عام. في حين أن دور السينما الوطنية في المملكة المتحدة (299)، وكندا (206)، وأستراليا، ونيوزيلندا تنتج أيضًا أفلامًا بنفس اللغة، إلا أنها لا تعتبر جزءًا من نظام هوليوود. ومع ذلك، تُعتبر هوليوود أيضًا سينما عبر وطنية. أنتجت إصدارات متعددة اللغات لبعض الأفلام، غالبًا باللغة الإسبانية أو الفرنسية. إنتاجات هوليود المعاصرة الأجنبية توجد في كندا، وأستراليا، ونيوزيلندا.
تعتبر هوليوود أقدم صناعة أفلام، إذ انبثقت منها أقدم استوديوهات الأفلام وشركات الإنتاج، بالإضافة لكونها منشأ أنواع مختلفة من السينما -من بينها الكوميديا، والدراما، والإثارة، والموسيقى، والرومانسية، والرعب، والخيال العلمي، والملحمي- وشكّلت نموذجًا لصناعات السينما الوطنية الأخرى.
في عام 1878، أظهر إدوارد مويبريدج قوة التصوير الفوتوغرافي في التقاط الحركة. في عام 1894، عُقد أول معرض تجاري للصور المتحركة في العالم في مدينة نيويورك، باستخدام كينتوسكوب توماس إديسون. أنتجت الولايات المتحدة أول فيلم موسيقي ناطق في العالم مغني الجاز في عام 1927، وكان في طليعة تطوير الأفلام الصوتية في العقود التالية. منذ أوائل القرن العشرين، كان مقر صناعة السينما الأمريكية إلى حد كبير في وحول منطقة الـ30 ميل في هوليوود في لوس أنجلوس، كاليفورنيا. كان المخرج ديفيد غريفيث محوريًا في تطوير قواعد الأفلام. يُستشهد بفيلم أورسن ويلز المواطن كين بشكل متكرر كأعظم فيلم على مر العصور بناءً على استطلاعات النقاد.
تعد استديوهات الإنتاج الكبرى في هوليوود المصدر الأساسي لأكثر الأفلام الناجحة تجاريًا وبيعًا للتذاكر في العالم. علاوة على ذلك، حققت العديد من أفلام هوليوود الأعلى ربحًا إيرادات شباك تذاكر ومبيعات تذاكر أعلى خارج الولايات المتحدة مقارنة بالأفلام المنتجة في أي مكان آخر.
اليوم، تنتج استوديوهات الأفلام الأمريكية عدة مئات من الأفلام بالمجموع كل عام، مما يجعل الولايات المتحدة واحدة من أكثر منتجي الأفلام إنتاجًا في العالم ورائد رئيسي في هندسة وتكنولوجيا الصور المتحركة.

## تاريخها

### أصولها وفورت لي
كانت أول حالة مسجّلة لصور تلتقط وتعيد إنتاج الحركة عبارة عن سلسلة من الصور لخيول تجري بواسطة إدوارد مويبريدج التقطها في بالو ألتو، كاليفورنيا باستخدام مجموعة من الكاميرات الثابتة الموضوعة على التوالي. قاد إنجاز مويبريدج المخترعين في كل مكان لمحاولة صنع أجهزة مماثلة. في الولايات المتحدة، كان توماس إديسون من بين أول المنتجين لمثل هذا الجهاز، ويسمى كينتوسكوب.
يمكن تتبع جذور تاريخ السينما في الولايات المتحدة إلى الساحل الشرقي، حيث كانت فورت لي، نيو جيرسي عاصمة الأفلام السينمائية الأمريكية في وقت من الأوقات.

### ازدهار هوليوود
في أوائل عام 1910، أرسل المخرج ديفيد غريفيث من قبل شركة بيوجراف إلى الساحل الغربي مع فرقة التمثيل الخاصة به، والتي تتكون من الممثلين بلانش سويت، وليليان غيش، وماري بيكفورد، ولايونيل باريمور، وآخرون. بدأوا التصوير في مكان شاغر بالقرب من شارع جورجيا في وسط مدينة لوس أنجلوس. قررت الشركة أثناء وجودها استكشاف مناطق جديدة، والسفر عدة أميال شمالًا إلى هوليوود، وهي قرية صغيرة ودودة استمتعت بتصوير الشركة هناك. قام غريفيث بتصوير أول فيلم صُوّر على الإطلاق في هوليوود، في كاليفورنيا القديمة، وهو سيرة ذاتية ميلودرامية عن كاليفورنيا في القرن التاسع عشر، عندما كانت تنتمي إلى المكسيك. بقي غريفيث هناك لشهور وصنع عدة أفلام قبل أن يعود إلى نيويورك. بعد سماع نجاح غريفيث في هوليوود، في عام 1913، توجه العديد من صانعي الأفلام إلى الغرب لتجنب الرسوم التي فرضها توماس إديسون، الذي امتلك براءات اختراع في عملية صناعة الأفلام. بنت استوديوهات نيستور في بايون، نيو جيرسي أول استوديو في هوليوود في عام 1911.

### سينما هوليوود الكلاسيكية والعصر الذهبي لهوليوود (1913-1969)
عُرّفت سينما هوليوود الكلاسيكية، أو العصر الذهبي لهوليوود، على أنها أسلوب فني وروائي مميز للسينما الأمريكية من عام 1913 إلى عام 1969، أصدر خلالها آلاف الأفلام من استوديوهات هوليوود. بدأ النمط الكلاسيكي في الظهور في عام 1913، وسُرّع في عام 1917 بعد دخول الولايات المتحدة الحرب العالمية الأولى، وترسخ أخيرًا عندما أُصدر فيلم مغني الجاز في عام 1927، منهيًا عصر الأفلام الصامتة ومسببًا زيادة أرباح شباك التذاكر لصناعة الأفلام عن طريق إدخال الصوت إلى الأفلام الروائية.

### تراجع نظام الاستوديو (أواخر 1940)
خضع نظام الاستوديو والعصر الذهبي لهوليوود لقوتين تطورتا في أواخر الأربعينيات:
- الإجراء الفيدرالي لمكافحة الاحتكار الذي فصل إنتاج الأفلام عن أماكن عرضها.
- ظهور التلفزيون.

### هوليوود الجديدة وسينما ما بعد الكلاسيكية (1960-1980)
السينما ما بعد الكلاسيكية هي الأساليب المتغيرة لرواية القصص في هوليوود الجديدة. قيل إن المقاربات الجديدة للدراما والتوصيف بُنيت بناءً على توقعات الجمهور المكتسبة في الفترة الكلاسيكية: قد يكون التسلسل الزمني مُشوشًا، وقد تحتوي القصة على «نهايات ملتوية»، وقد تكون الخطوط الفاصلة بين الخصم والبطل غير واضحة. يمكن رؤية جذور سرد القصص بعد الكلاسيكية في أفلام نوار، في فيلم متمرد دون قضية (1955)، وفيلم هيتشكوك سايكو ذو القصة الساحقة.

### ازدهار سوق الفيديو المنزلي (1980-1990)
شهدت الثمانينيات والتسعينيات تطورًا هامًا آخر. فتح القبول الكامل للفيديو المنزلي من الاستوديوهات أعمالًا جديدة واسعة للاستثمار. أصبحت الأفلام التي ربما كان أداؤها ضعيفًا في عرضها المسرحي قادرة على تحقيق النجاح في سوق الفيديو. شُهد أيضًا ظهور الجيل الأول من صانعي الأفلام الذين تمكنوا من الوصول إلى أشرطة الفيديو. تمكن المخرجون مثل كوينتن تارانتينو، وبول توماس أندرسون من مشاهدة آلاف الأفلام، وأنتجوا أفلامًا ذات أعداد كبيرة من المراجع والصلات إلى الأعمال السابقة. كان لدى تارانتينو عدد من الأعمال المشتركة مع المخرج روبرت رودريجيز. أخرج رودريجيز فيلم الحركة مارياشي عام 1992 والذي حقق نجاحًا تجاريًا بعد تحقيق مليوني دولار مقابل ميزانية قدرها 7000 دولار.

### السينما الحديثة
كان لدى صانعي الأفلام في التسعينات إمكانية الوصول إلى الابتكارات التكنولوجية، والسياسية، والاقتصادية التي لم تكن متاحة في العقود السابقة. أصبح ديك تريسي (1990) أول فيلم روائي بقطر 35 ملم مع موسيقى تصويرية رقمية. كان فيلم عودة الرجل الوطواط (1992) أول فيلم يستفيد من تقنية دولبي ديجيتال ذو صوت الستريو بست قنوات الذي أصبح منذ ذلك الحين قياسيًا في صناعة السينما. سهّلت الصور المُنشأة بواسطة الكمبيوتر الكثير عندما أصبح من الممكن نقل صور الأفلام إلى الكمبيوتر والتعامل معها رقميًا. أصبحت الإمكانيات واضحة في فيلم جيمس كاميرون المبيد 2: يوم الحساب (1991)، في صور الشخصية متغيرة الشكل تي-1000. تطورت الرسوميات الحاسوبية أو السي جي إلى نقطة تمكن فيها فيلم الحديقة الجوراسية من استخدام تقنيات لإنشاء حيوانات حقيقية المظهر. أصبح حرب النجوم الجزء الأول: تهديد الشبح (1999) أول فيلم صُور بالكامل على الإنترنت.  

### السينما المعاصرة
على عكس العصر الذهبي لهوليوود، حيث أخذت الاستوديوهات مقامرة محفوفة بالمخاطر على أفلامها، فإن الصناعة المعاصرة أكثر اعتمادًا على التسويق الآمن لامتيازات الأفلام. تُحسب الآن إنتاجات البلوك باسترز وتختبر في السوق عادةً على أساس ملكية فكرية شائعة بالفعل ولديها إمكانات حقوق امتياز وتحقيق أرباح كبيرة. ابتعدت هوليوود عن إنشاء أفلام استفزازية للبالغين لصالح إنتاج أربعة أفلام رائجة تجذب كل الجماهير المحتملة. في أوائل القرن الحادي والعشرين، سيطر نمط أفلام الأبطال الخارقين على سوق الأفلام، مع عالم مارفل السينمائي وثلاثية فارس الظلام كإثنين من أنجح سلاسل الأفلام على مر العصور. شهد السوق الأمريكي أيضًا تدفقًا للأفلام الوثائقية والسينما الأجنبية، مع أفلام شائعة مثل: النمر الرابض والتنين الخفي، ومتاهة بان، وروما، وطفيلي، والأفلام الوثائقية مثل سوبر سايز مي، ومسيرة البطريق، وإنرون: أذكى الرجال في الغرفة، وحقيقة غير مريحة، وفود إنك، ووظيفة داخلية، وفيلمي مايكل مور فهرنهايت 11/9 وسيكو. تستمر الإنتاجات الأوروبية من المخرجين مثل مايكل هانيكي ولارس فون ترايير في دفع الحدود الفنية للسينما.